# Thannhausen (Schwaben)
Thannhausen ist eine Stadt im schwäbischen Landkreis Günzburg und Sitz der Verwaltungsgemeinschaft Thannhausen.

## Geografie
Die Stadt liegt an der östlichen Hügelkette des 500 m ü. NHN liegenden Mindeltals zwischen Augsburg, Ulm und Memmingen. Am Westrand des Naturparks Augsburg-Westliche Wälder gelegen, bietet der 60 m hohe Talhang eine interessante Aussicht über Stadt und Mindeltal.
Thannhausen liegt in der Region Donau-Iller.
Gemeindeteile und gleichzeitig Gemarkungen sind das Pfarrdorf Burg, der Hauptort Thannhausen und das Dorf Nettershausen.

## Geschichte

### Ab 400 n. Chr.

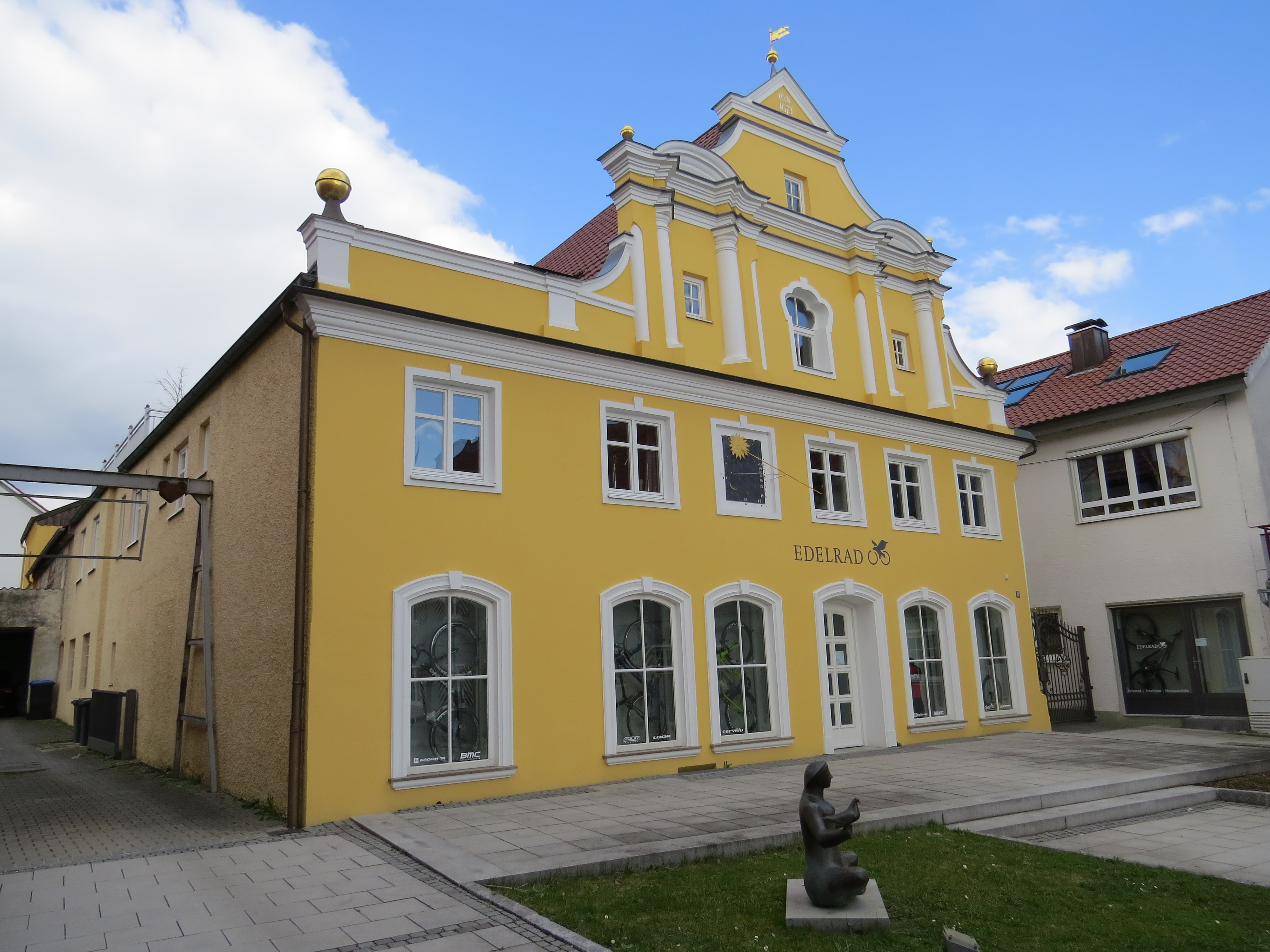
Ehemaliges Gerichtshaus (1673)

Die erste Besiedlung im derzeitigen Stadtgebiet geht auf die Zeit um etwa 400 n. Chr. zurück.
1109 wurde ein Adelsgeschlecht „von Taginhusen“ erwähnt. Im Jahr 1293 wurde Thannhausen das Marktrecht zugesprochen. 1348 erhält das Hochstift Augsburg und Burgau das Lehensrecht über Thannhausen. 1569 werden den Augsburger Patrizier Baumgartner und den Freiherren von Hohenschwangau Herrschaft und Blutbann über Thannhausen. Anschließend kam es zu häufigem Eigentumswechsel. Um 1600 entstand die Leonhardikapelle. 1665 erhielten die Grafen von Sinzheim das Reichslehen über Thannhausen als Grafschaft, das später auf die Grafen von Stadion als Grafschaft übertragen wird. 1673 wurde das Gerichtsgebäude gebaut.
1718 wiesen die Grafen von Stadion alle lebenden Juden Thannhausens aus (siehe weiter unten). 1746 wurde die Stadtpfarrkirche Maria Himmelfahrt errichtet. Der Priester Christoph von Schmid war 1796 bis 1816 in Thannhausen tätig.

### Nach 1800

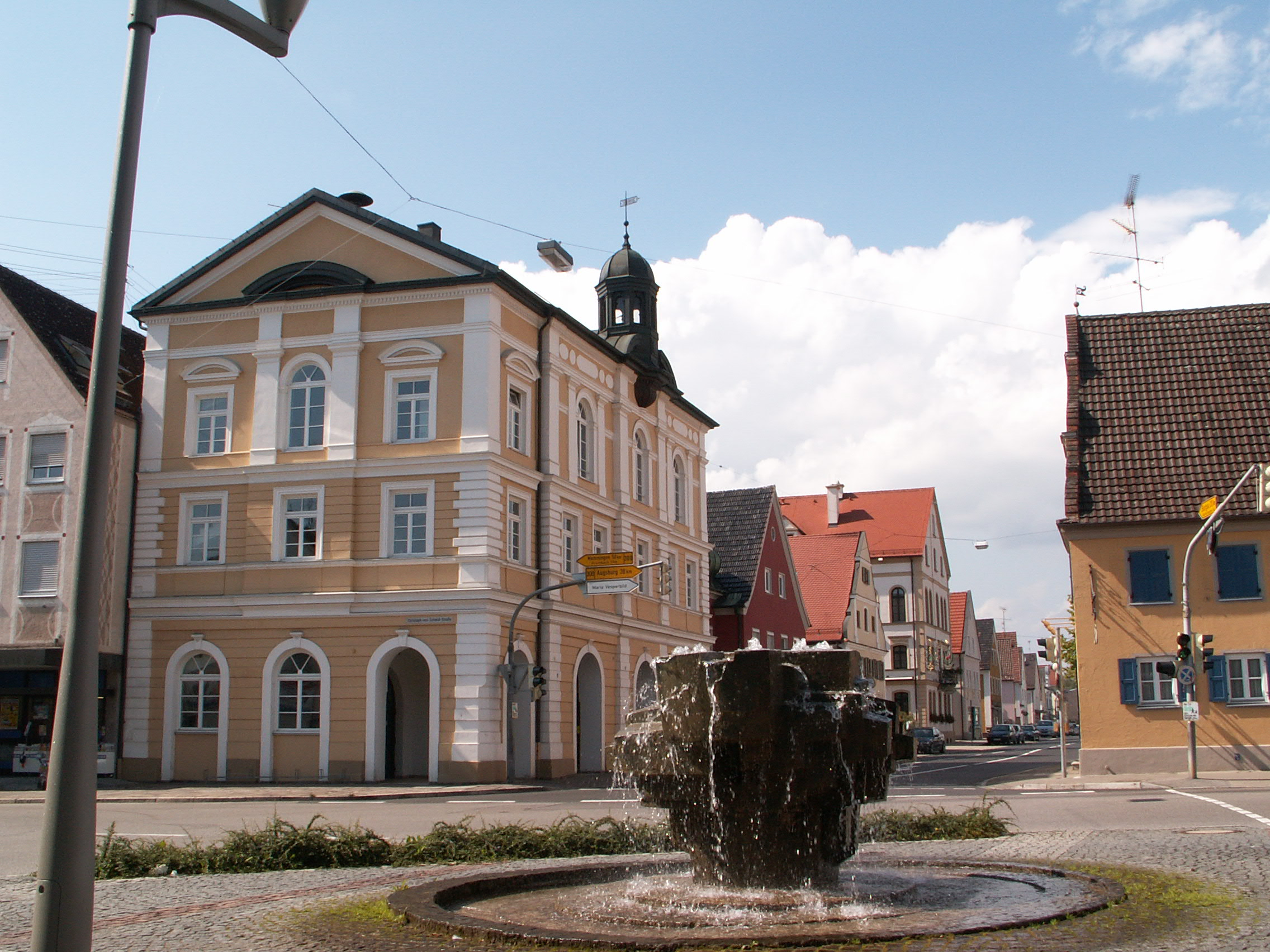
Ehemaliges Rathaus (1876/1877)

Mit der Rheinbundakte im Jahr 1806 kam der Ort zum Königreich Bayern. Mit dem bayerischen Gemeindeedikt von 1818 wurde die heutige Gemeinde als Selbstverwaltungsorgan begründet. Das mit dem Übergang an Bayern errichtete gräfliche Herrschaftsgericht der Grafen von Stadion wurde 1833 aufgehoben.
1873 kam es zum Bau des Stadlerstifts, heute ein Seniorenheim. Das historische Rathaus wurde in den Jahren von 1876 bis 1877 errichtet. 1894 wurde Thannhausen Endpunkt einer Bahnstrecke von Dinkelscherben, die 2001 geschlossen wurde. Die Mindelhalle wurde 1926 gebaut.

### Nach 1945
Nach dem Ende des Zweiten Weltkriegs setzte eine rege Bautätigkeit ein. 1953 erhielt Thannhausen die Stadtrechte. 1965 entstand der Bau der staatlichen Realschule, 1966 die Christuskirche für evangelisch Gläubige. 1976 wurde der Bau der Mittelschule fertiggestellt.
Vor der Gemeindegebietsreform der 1970er Jahre gehörte Thannhausen zum Landkreis Krumbach. Im Juni 1972 wurde dieser aufgelöst, Thannhausen kam zum Landkreis Günzburg. 1977 wurde die Gemeinde Burg mit ihrem Gemeindeteil Nettershausen eingegliedert. 1981 kam es zur Bildung der Verwaltungsgemeinschaft Thannhausen. 2011 wurde der neue Verwaltungsbau der Verwaltungsgemeinschaft Thannhausen fertiggestellt.
Im Jahr 2007 wurde die Umgehungsstraße für die B 300 eingeweiht, die vorher durch den Ort verlaufen war.

### Jüdische Gemeinde Thannhausen

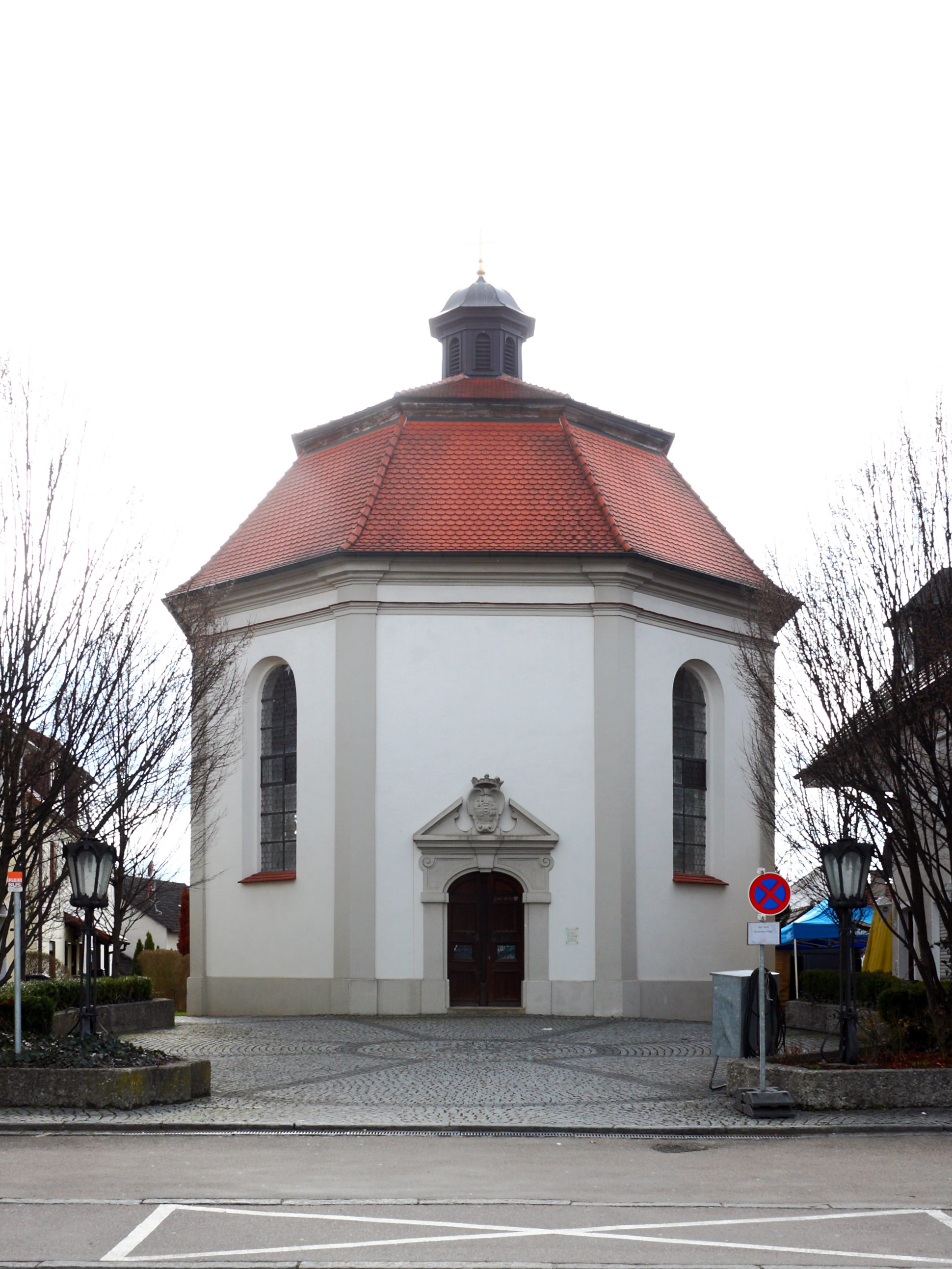
Stadionkapelle

Es wird angenommen, dass sich entweder um das Jahr 1400 oder zu Beginn des 16. Jahrhunderts Juden in Thannhausen niedergelassen hatten. Vom 15. bis zum 18. Jahrhundert gab es dort zeitweise eine große jüdische Gemeinde mit etwa 300 Personen. Im Verlauf des Dreißigjährigen Krieges wurden Juden vertrieben. Nachweislich befand sich in Thannhausen eine jüdische Druckerei, in der ein Gebetbuch (1590–1592) gedruckt wurde.
Die Juden durften ihre Toten nicht im Ort bestatten, sondern mussten sie zur Bestattung nächtens nach Kriegshaber transportieren. Erst 1567 gestattete man den Juden, einen eigenen Friedhof anzulegen, der sich an der Straße durch den Wald nach Ziemetshausen in der Flur „Judenbegräbnis“ befand. Belegt wurde der Friedhof bis 1718, Grabsteine sind nicht erhalten geblieben.
In der zweiten Hälfte des 17. Jahrhunderts konnten wieder jüdische Familien zuziehen. Graf Stadion übernahm im Jahr 1708 die Herrschaft über Thannhausen und zählte damals 20 jüdische Familien. Der Gräfin von Stadion missfiel jedoch die Anwesenheit von Juden in Thannhausen, was dazu führte, dass Graf von Stadion beim Kaiser vorstellig wurde und ihre Vertreibung beantragte. Im August 1718 wurden alle Juden vertrieben. Die Synagoge und das jüdische Schulgebäude wurde 1719 abgebrochen und an ihrer Stelle die heute existierende Stadionkapelle in der Zeit 1720 bis 1722 gebaut. Von diesem Bau ist der Name „Judenkapelle“ bis zum heutigen Tag erhalten geblieben. Vom historischen Vorhandensein der Juden zeugt im Ort ferner der Straßenname „Judengasse“. Sie befindet sich unweit der Stadionkapelle.
Der Heimatforscher J. Kahn stellte in seiner Untersuchung aus den 1920er Jahren über Juden in Thannhausen fest, dass dort keine mehr wohnten. Nur noch der Name Thannhauser (auch Dannhauser) erinnert an Nachfahren ursprünglich in Thannhausen sesshafter Juden.

### Einwohnerentwicklung
| Jahr      | 1961 | 1970 | 1987 | 1991 | 1995 | 2000 | 2005 | 2010 | 2015 | 2019 |
| Einwohner | 4055 | 4667 | 4825 | 5603 | 6303 | 6252 | 6168 | 5929 | 6095 | 6250 |

Zwischen 1988 und 2018 wuchs die Stadt von 4946 auf 6277 um 1331 Einwohner bzw. um 26,9 %.

## Politik

### Stadtrat und Bürgermeister
Der Stadtrat hat 20 Mitglieder. Bei den vergangenen Kommunalwahlen verteilten sich die Sitze folgendermaßen auf die einzelnen Listen:
| Sitzverteilung bei der Kommunalwahl | 2002 | 2008 | 2014 | 2020 |
| ----------------------------------- | ---- | ---- | ---- | ---- |
| CSU                                 | 8    | 8    | 7    | 7    |
| SPD                                 | 6    | 4    | 4    | 2    |
| Grüne                               | –    | –    | 2    | 4    |
| Freie Wähler                        | 6    | 8    | 5    | 5    |
| Liste Weiß                          | –    | –    | 2    | -    |
| Junge Union                         | –    | –    | -    | 2    |

Seit 1. Mai 2020 ist Alois Held (CSU) Bürgermeister; unter drei Bewerbern erreichte er am 15. März 2020 mit 46,7 % die Stichwahl, in der er am 29. März 2020 mit 69,7 % gewählt wurde.
Bürgermeister war von 1994 bis 30. April 2008 Johannes Schropp (CSU) und vom 1. Mai 2008 bis 30. April 2020 Georg Schwarz (CSU/FW). Schwarz (* 1958) war zuvor Bürgermeister in Neuburg an der Kammel; bei der Kommunalwahl 2014 war er bei einer Wahlbeteiligung von 57,9 % mit 77,6 % der gültigen Stimmen im Amt bestätigt worden.

### Wappen
| | Blasonierung: „In Blau auf grünem Boden ein silbernes Haus mit Ecktürmchen, auf deren roten Zwiebeldächern goldene Windfahnen wehen; vor dem offenen Tor eine grüne Tanne.“ |
| Wappenbegründung: Das Wappen enthält ein schlossähnliches Haus und eine Tanne – ein redendes Wappen für den Ortsnamen „Thannhausen“. | |

### Städtepartnerschaften
- Seit 1981 besteht eine Partnerschaft mit der französischen Gemeinde Mortain im südlichen Département Manche in der Normandie. Ein großer Granitblock, der künstlerisch in die Gestaltung des Thannhauser Mortainplatzes einbezogen wurde, erinnert an diese Freundschaft.

## Kultur und Sehenswürdigkeiten

### Baudenkmäler
In Thannhausen gibt es viele denkmalgeschützte Baudenkmäler, insbesondere in der Bahnhof-, Christoph-von-Schmid- und Edmund-Zimmermann-Straße.

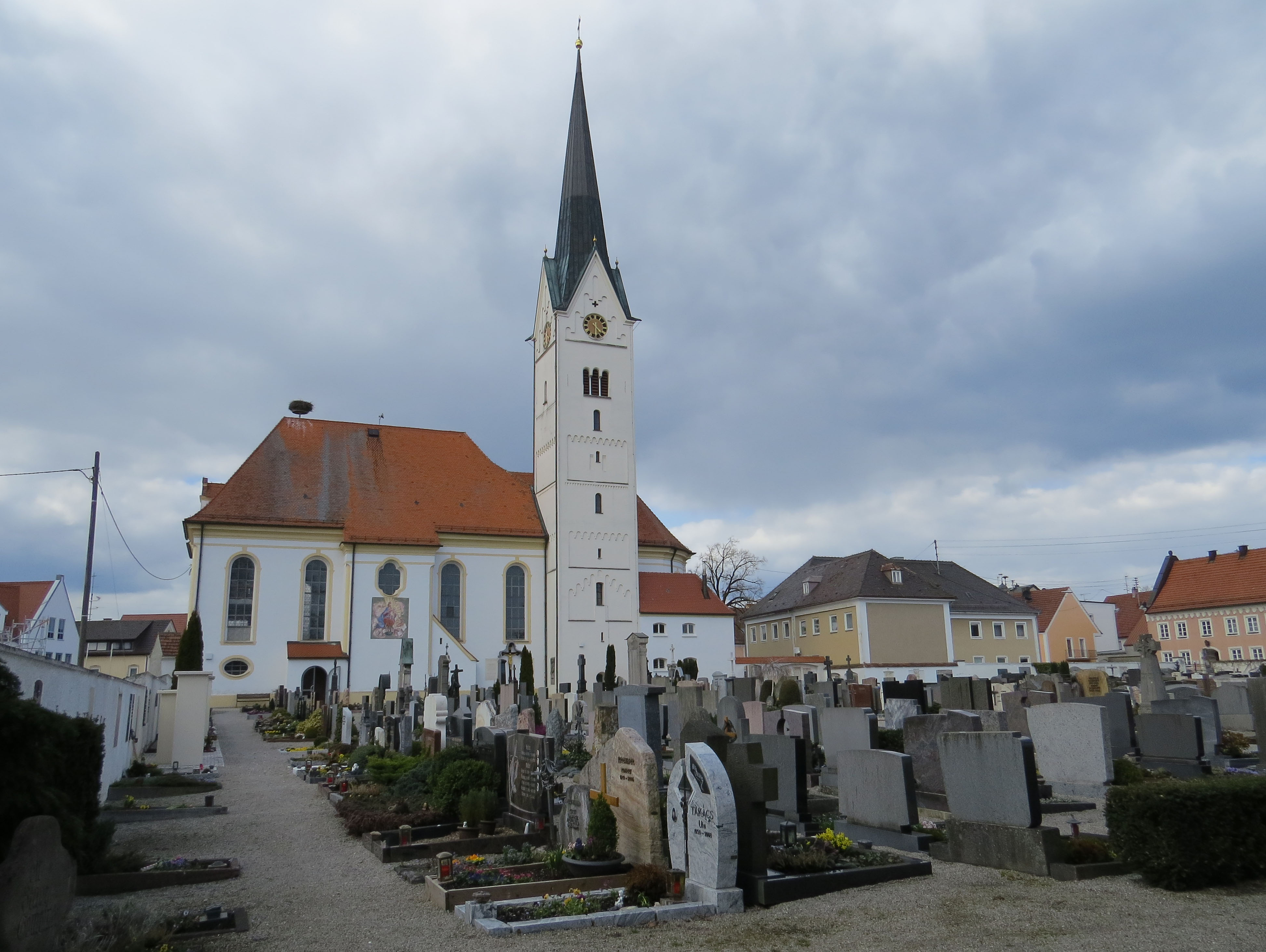
Stadtpfarrkirche
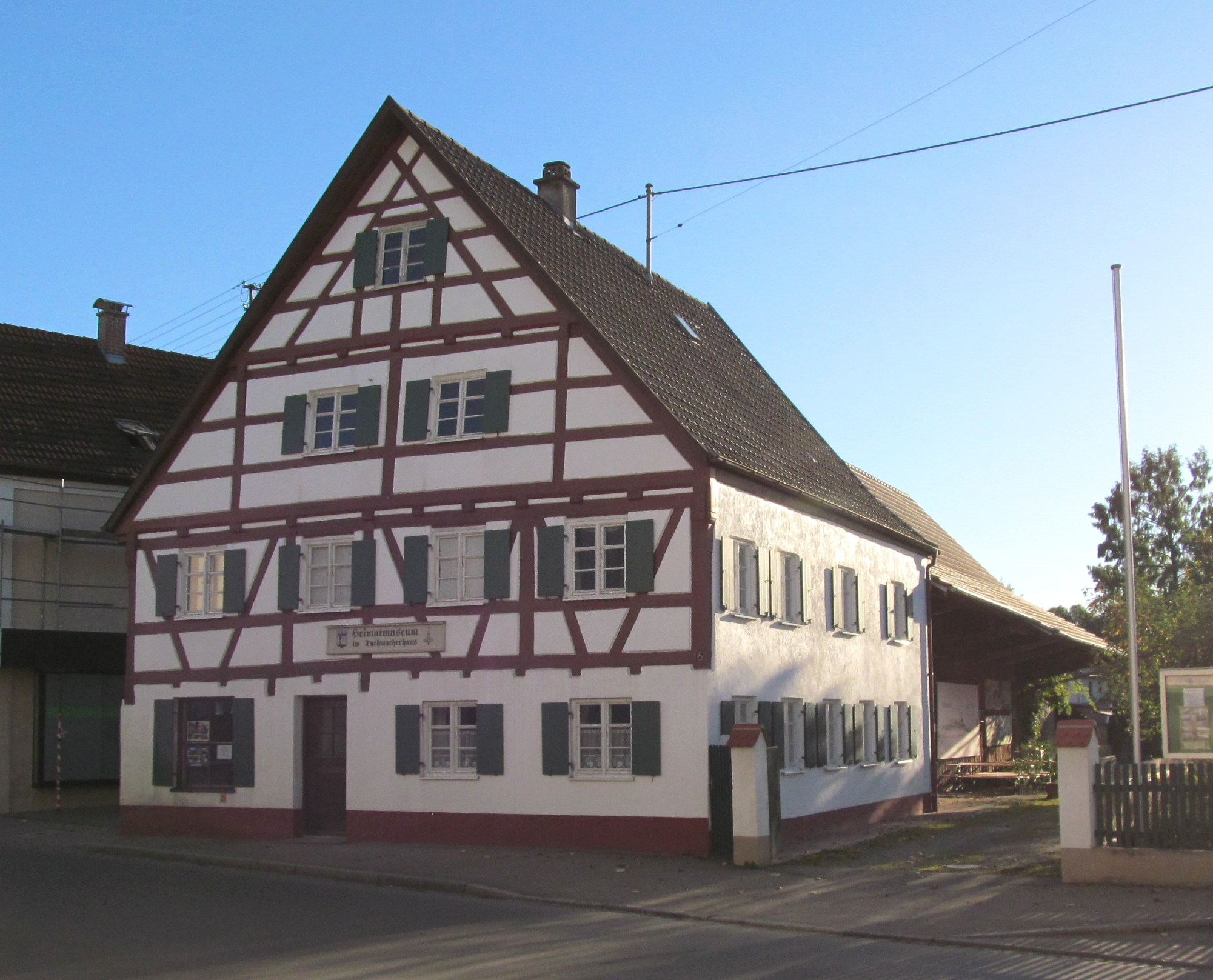
Ehemaliges Bauernhaus, heute beherbergt es das Heimatmuseum Thannhausen
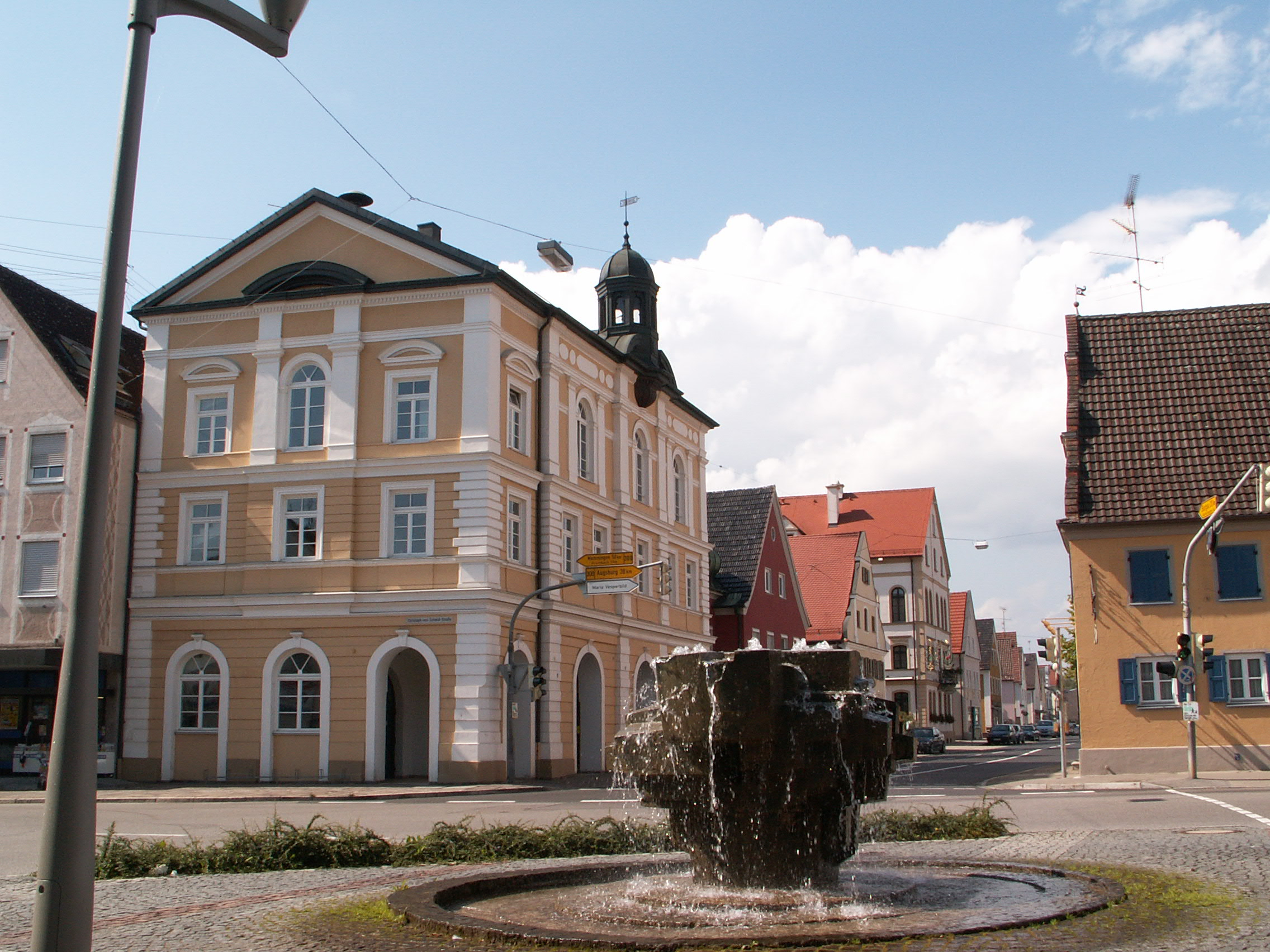
Historisches Rathaus
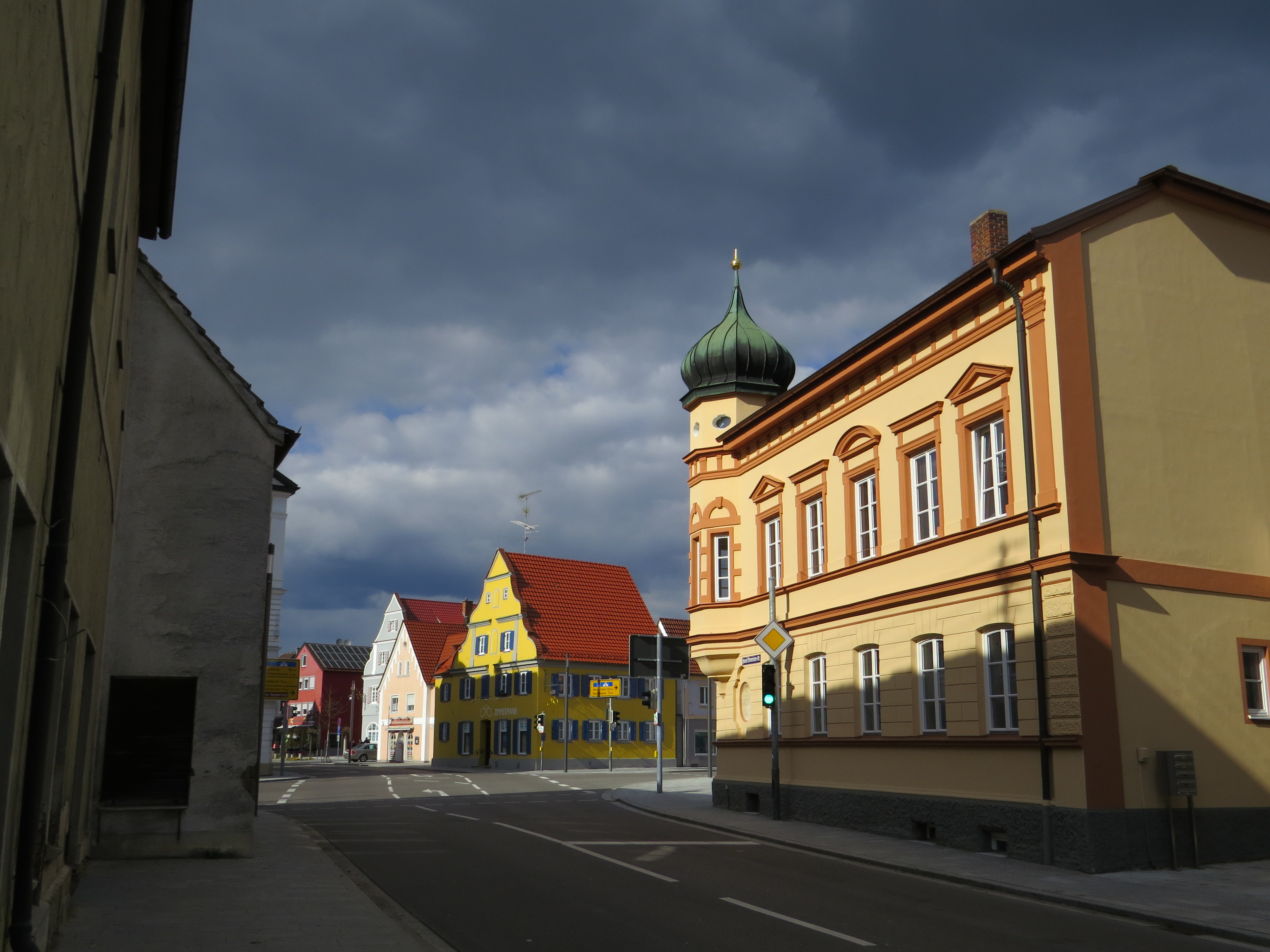
Wohnhaus (sog. „Baubergerhaus“)
Hotel Post

Zahlreiche Brunnen des Bildhauers Georg Brenninger (zwei unterschiedliche Taubenbrunnen, das Margaretenbrünnele, ein Musenbrunnen und ein Brunnen namens Petit Village) befinden sich an exponierten Stadtplätzen.

### Museen
- Heimatmuseum Thannhausen

## Wirtschaft und Infrastruktur

### Wirtschaft
Die Wirtschaft Thannhausens wird von mittelständischen und Handwerksunternehmen dominiert. Neben der Raiffeisenbank Thannhausen gibt es zwei große Firmen, je eine aus dem Bau- und je eine aus dem Straßenbau- und Tiefbaugewerbe, und ein Unternehmen in der Fleischwirtschaft in Thannhausen.

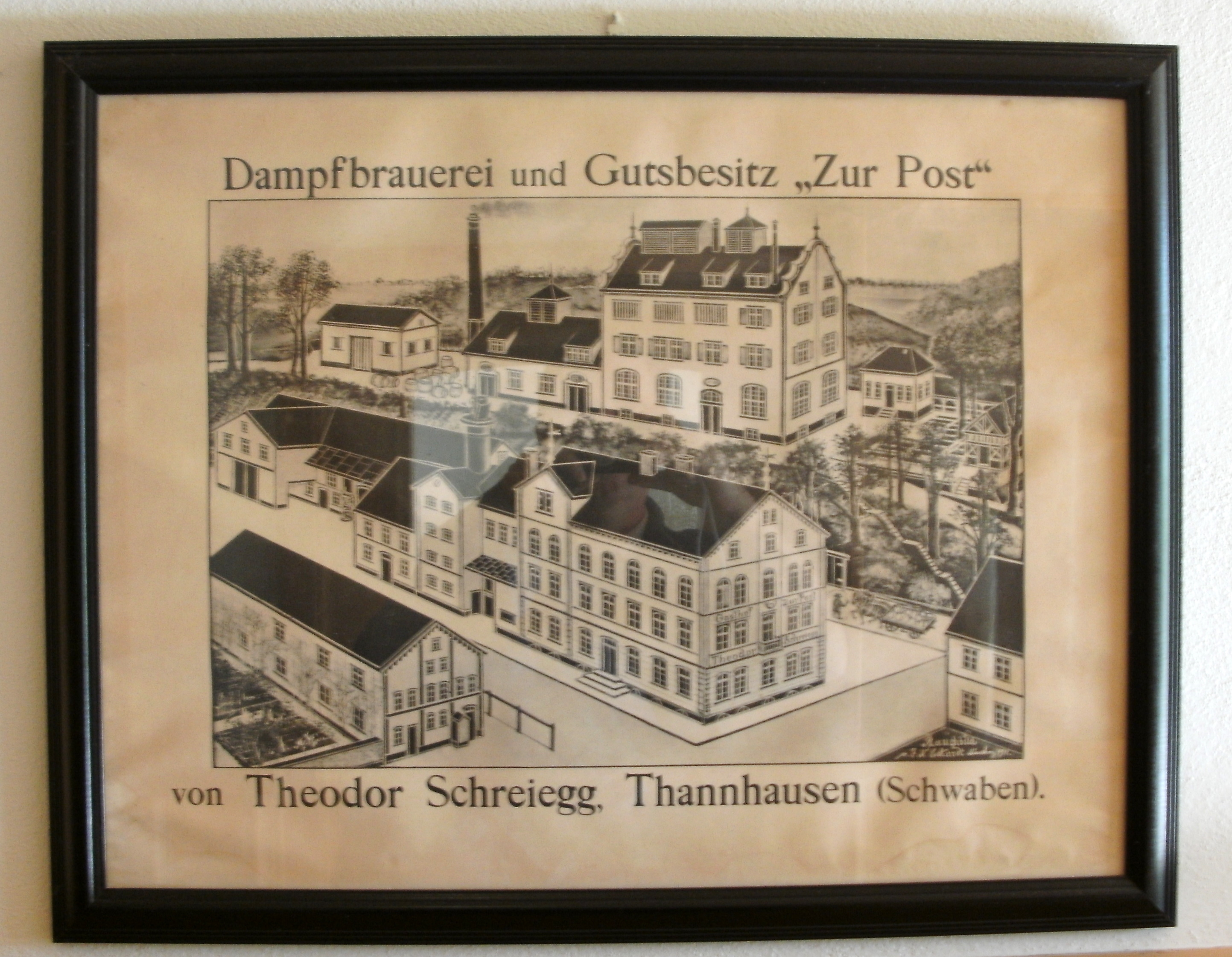
Historische Gebäude der Postbräu Thannhausen
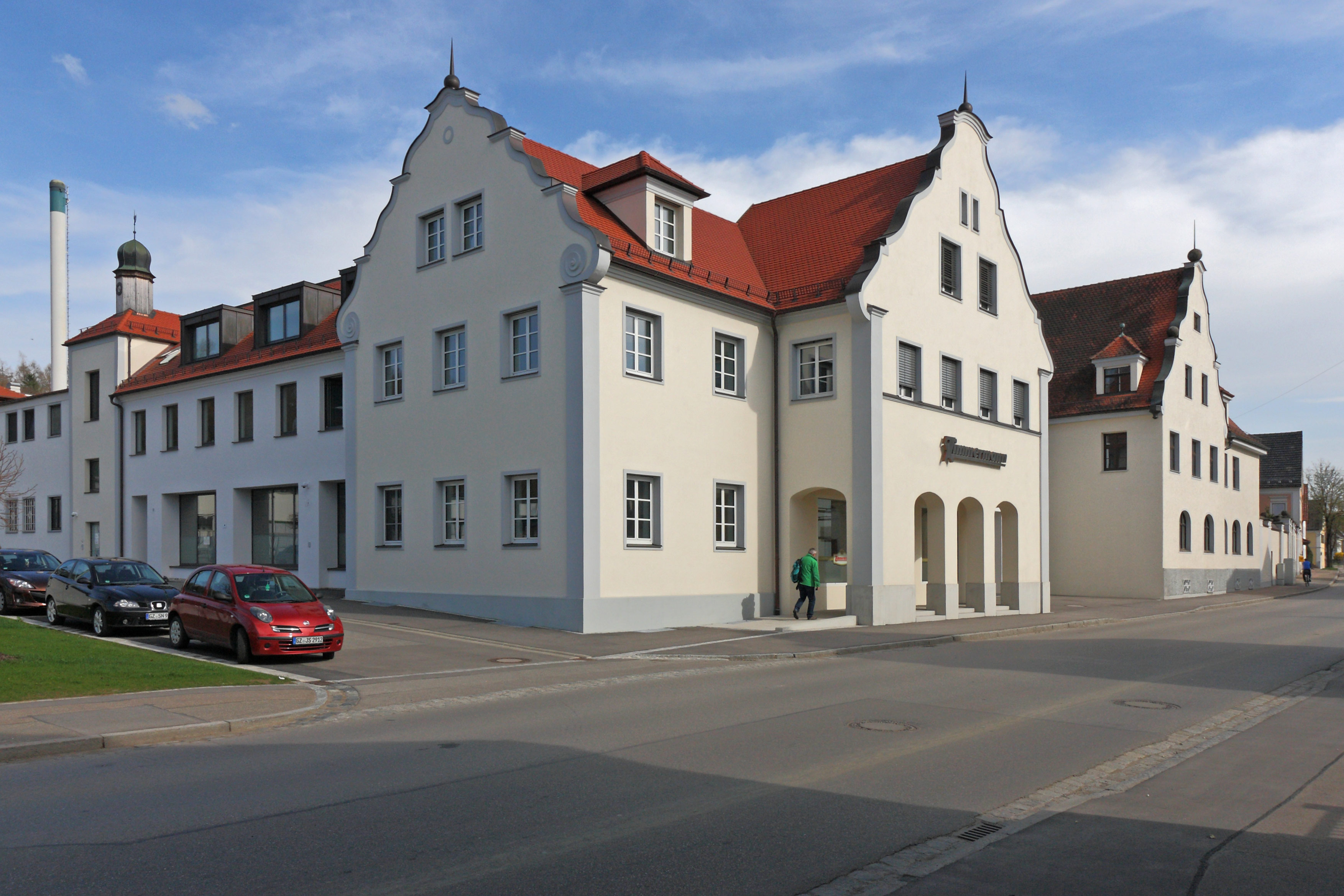
Gebäudefassade historischen Ursprungs der Fleischwerke Zimmermann

### Öffentliche Einrichtungen
Freibad Thannhausen, Hallenbad Thannhausen, Stadtbücherei Thannhausen, Kreisaltenheim, Franz-Xaver-Stadler’sche Armen- und Krankenstiftung (Pflegeheim) in den Jahren 2006/2007 erweitert.
Des Weiteren liegt im Mindeltal, im Westen von Thannhausen, eine privat betriebene Wakeboard-Anlage.

### Bildung
- Anton-Höfer-Grundschule
- Mittelschule Thannhausen (in der Fritz-Kieninger-Straße)
- Christoph-von-Schmid-Realschule

### Verkehr
Das Gemeindegebiet wird in Ost-West-Richtung von der Bundesstraße 300 durchquert. Von Nord nach Süd führt die Staatsstraße 2025.

## Persönlichkeiten

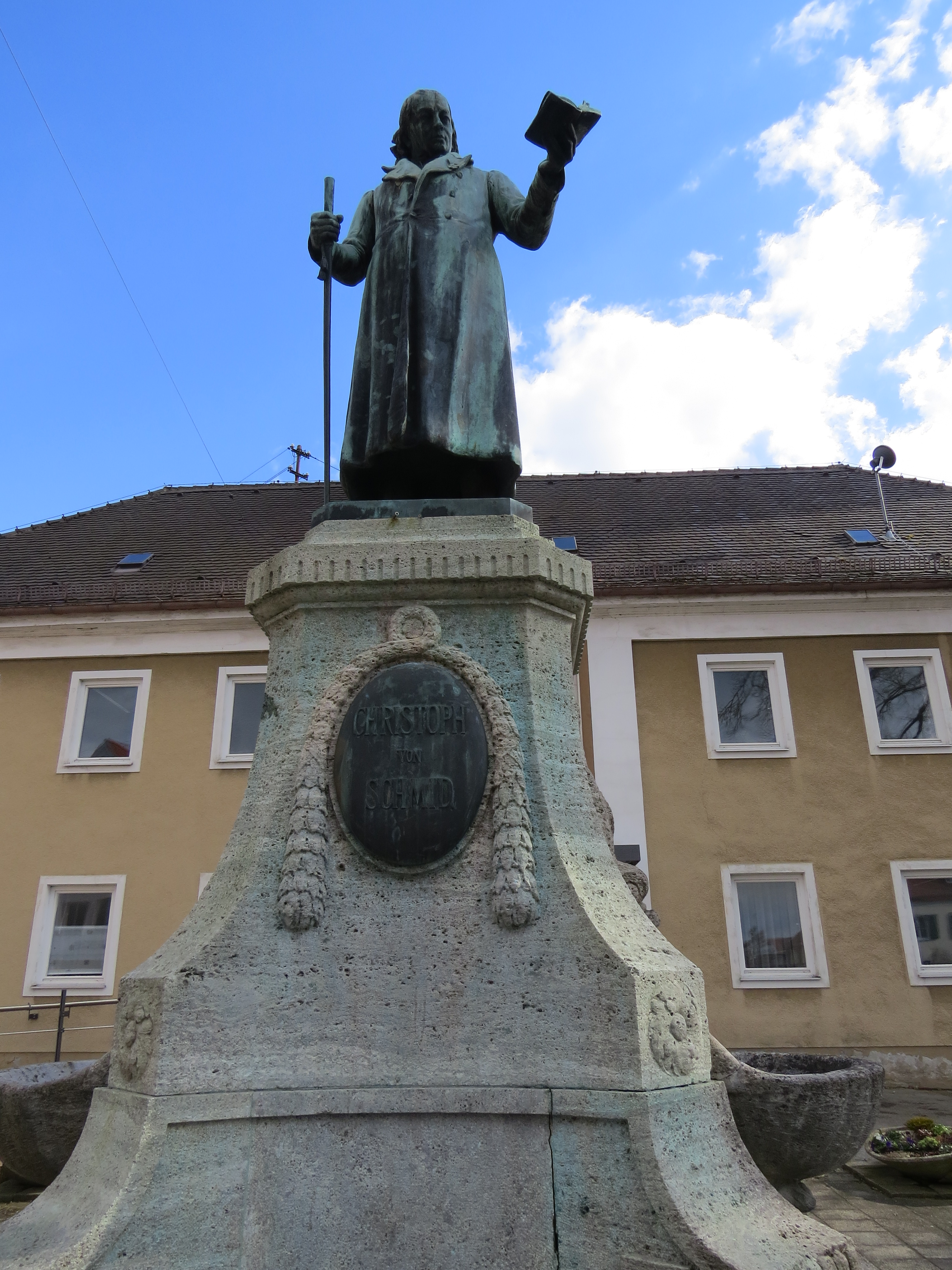
Denkmal für Christoph von Schmid in Thannhausen, dahinter das alte Rathaus

### Ehrenbürger
- Edmund Zimmermann, Kommerzienrat, Königlich-Bayerischer Hoflieferant[15] und Gründer der Fleischwerke Zimmermann[16]
- Fritz Kieniger, Sohn von Edmund Zimmermann, Inhaber und Geschäftsführer der Fleischwerke Zimmermann
- Margarete Ammon, geb. Kieninger, (1922–2022), Unternehmerin und Stifterin[17]

### Söhne und Töchter der Stadt
- Wilhelm Sartor († 1448), Abt des Klosters Ursberg
- Franz Xaver Stadler (1789–1865), Kaufmann und Stifter
- Johann Evangelist Georg Lutz (1801–1882), römisch-katholischer Geistlicher und später Irvingianer, geboren in Burg
- Albert Höfer (1802–1857), Pfarrer und Kirchenliedkomponist
- Wilhelm Bauberger (1809–1883), Arzt und Schriftsteller
- Walter Rösch (1903–1977), Jurist, Präsident des Bayerischen Obersten Landesgerichts
- Franz Xaver Frey (1928–1987) im Ortsteil Nettershausen geborener Jurist, Politiker und Landrat
- Thomas Egger (* 1958), Bundesliga-Schachspieler und FIDE-Meister (SK Krumbach)
- Ralf Gollmitzer (1965–2011), Musiker, Sänger, Komponist, Textdichter und Arrangeur

### Persönlichkeiten, die vor Ort gewirkt haben
- Anton Höfer (1764–1837), Lehrer und Kirchenmusiker
- Christoph von Schmid (1768–1854), römisch-katholischer Priester und Schriftsteller